# Onthobium macleayi
Onthobium macleayi är en skalbaggsart som beskrevs av Xavier Montrouzier 1860. Onthobium macleayi ingår i släktet Onthobium och familjen bladhorningar.
Artens utbredningsområde är Nya Kaledonien. Inga underarter finns listade i Catalogue of Life.